# Morris Villarroel
Morris Villarroel (nacido en Lovaina en 1970) es un académico español que es catedrático de psicología animal en la Universidad Politécnica de Madrid. También es un lifelogger que, desde 2010, escribe lo que hace actualmente, su ubicación, la comida que ha comido, la hora a la que se despierta y sus ideas, en cuadernos de papel en intervalos de 15 a 30 minutos todos los días.

## Lifelogging
Desde febrero de 2010, Villarroel lleva realizando lifelogging. Lo hace escribiendo en un cuaderno lo que está haciendo actualmente y dónde se encuentra, en intervalos de aproximadamente 15 a 30 minutos. También registra las horas en que se despierta, la comida que ingiere y sus ideas. También registra sus movimientos con un rastreador de actividad física. Un ejemplo de una entrada de registro que escribió es: «Me desperté a las 05:45 en un hotel en Suecia. Me dolían un poco los músculos traseros de mis piernas». Una vez que los cuadernos se llenan, los indexa en una hoja de cálculo, con categorías y palabras clave. En 2019 estimó que dedica alrededor de una hora diaria a escribir en su cuaderno.
Originalmente planeó hacerlo durante 10 años, como un experimento, pero una vez transcurridos los 10 años, decidió continuar. Comenzó a registrar su vida con la idea de que podría mejorar su memoria y sus habilidades de gestión del tiempo, y darle un registro más claro de lo que había hecho en su vida. Ha dicho que le hace sentir que ha vivido una vida más larga y dice que mejora su regulación emocional. Para finales de diciembre de 2019 había llenado 307 cuadernos.
En abril de 2014, Villaroel empezó a llevar una cámara en el pecho que tomaba fotografías automáticamente cada 30 segundos, en total unas 1200 por día. Lo usó la mayor parte del día, pero se lo quitó en momentos privados como en el dormitorio. Algunos ejemplos de recuerdos que ha capturado incluyen cuando murió su padre y cuando nació su hijo. Dijo que si bien algunas personas podían sentirse incómodas con la cámara, la mayoría la apoyaba. Dejó de usarlo después de unos años debido a la dificultad para realizar un seguimiento de la cantidad de fotografías que tomaba.

## Vida personal
Ambos padres de Villarroel son psicólogos. Villarroel está casado y tiene cinco hijos.

## Obras selectas
- Sañudo, C.; Macie, E. S.; Olleta, J. L.; Villarroel, M.; Panea, B.; Albertı́, P. (2004). «The effects of slaughter weight, breed type and ageing time on beef meat quality using two different texture devices». Meat Science 66 (4): 925-932. ISSN 0309-1740. PMID 22061026. doi:10.1016/j.meatsci.2003.08.005.
- Miranda-de la Lama, G.C.; Villarroel, M.; María, G.A. (2014). «Livestock transport from the perspective of the pre-slaughter logistic chain: a review». Meat Science 98 (1): 9-20. ISSN 0309-1740. PMID 24824530. doi:10.1016/j.meatsci.2014.04.005.
- König, Bettina; Janker, Judith; Reinhardt, Tilman; Villarroel, Morris; Junge, Ranka (2018). «Analysis of aquaponics as an emerging technological innovation system». Journal of Cleaner Production 180: 232-243. Bibcode:2018JCPro.180..232K. ISSN 0959-6526. doi:10.1016/j.jclepro.2018.01.037.